# Stenotarsus nigrocyaneus
Stenotarsus nigrocyaneus es una especie de coleóptero de la familia Endomychidae.

## Distribución geográfica
Habita en Papúa Nueva Guinea.